# Championnats du monde de VTT marathon 2022
Navigation
2021 2023
Les championnats du monde de VTT marathon  2022 sont la 20e édition de ces championnats, organisés par l'Union cycliste internationale (UCI) et décernant les titres mondiaux en cross-country marathon. Ils ont lieu le 17 septembre 2022 à Haderslev au Danemark.
La course des hommes est tracée sur 117,55 km et environ 1 500 mètres de dénivelé, tandis que celle des femmes parcourt environ 80 km et environ 1 000 mètres de dénivelé.
Chez les hommes le nouveau champion du monde Samuel Gaze s'impose, après avoir gagné le titre en cross-country short track quelques jours plus tôt. Chez les femmes, la nouvelle championne du monde est Pauline Ferrand-Prévot, qui s'impose au sprint devant Annie Last. Elle remporte son deuxième titre sur la spécialité après 2019 et réalise un triplé inédit après ses titres mondiaux en cross-country et cross-country short track, obtenus quelques jours avant.

## Podiums
| Épreuves | Or                     | Argent          | Bronze           |
| -------- | ---------------------- | --------------- | ---------------- |
| Hommes   | Samuel Gaze            | Andreas Seewald | Simon Andreassen |
| Femmes   | Pauline Ferrand-Prévot | Annie Last      | Jolanda Neff     |

## Tableau des médailles
| Rang | Nation           | Or | Argent | Bronze | Total |
| ---- | ---------------- | -- | ------ | ------ | ----- |
| 1    | France           | 1  | 0      | 0      | 1     |
| 1    | Nouvelle-Zélande | 1  | 0      | 0      | 1     |
| 3    | Allemagne        | 0  | 1      | 0      | 1     |
| 3    | Grande-Bretagne  | 0  | 1      | 0      | 1     |
| 5    | Danemark         | 0  | 0      | 1      | 1     |
| 5    | Suisse           | 0  | 0      | 1      | 1     |
|      | TOTAL            | 2  | 2      | 2      | 6     |